# Teletex
Teletex (ej att förväxlas med Telex eller Teletext) var en ITU-T-specifikation för en text- och kommunikationstjänst som skulle erbjudas över telefonledningar. Teletex hade möjligheten att överföra och routa Grupp-4 faxdokument.
Namnet Teletex lever videra i flera av standardattributen från X.500 som används i LDAP.